# Eugen Kogon

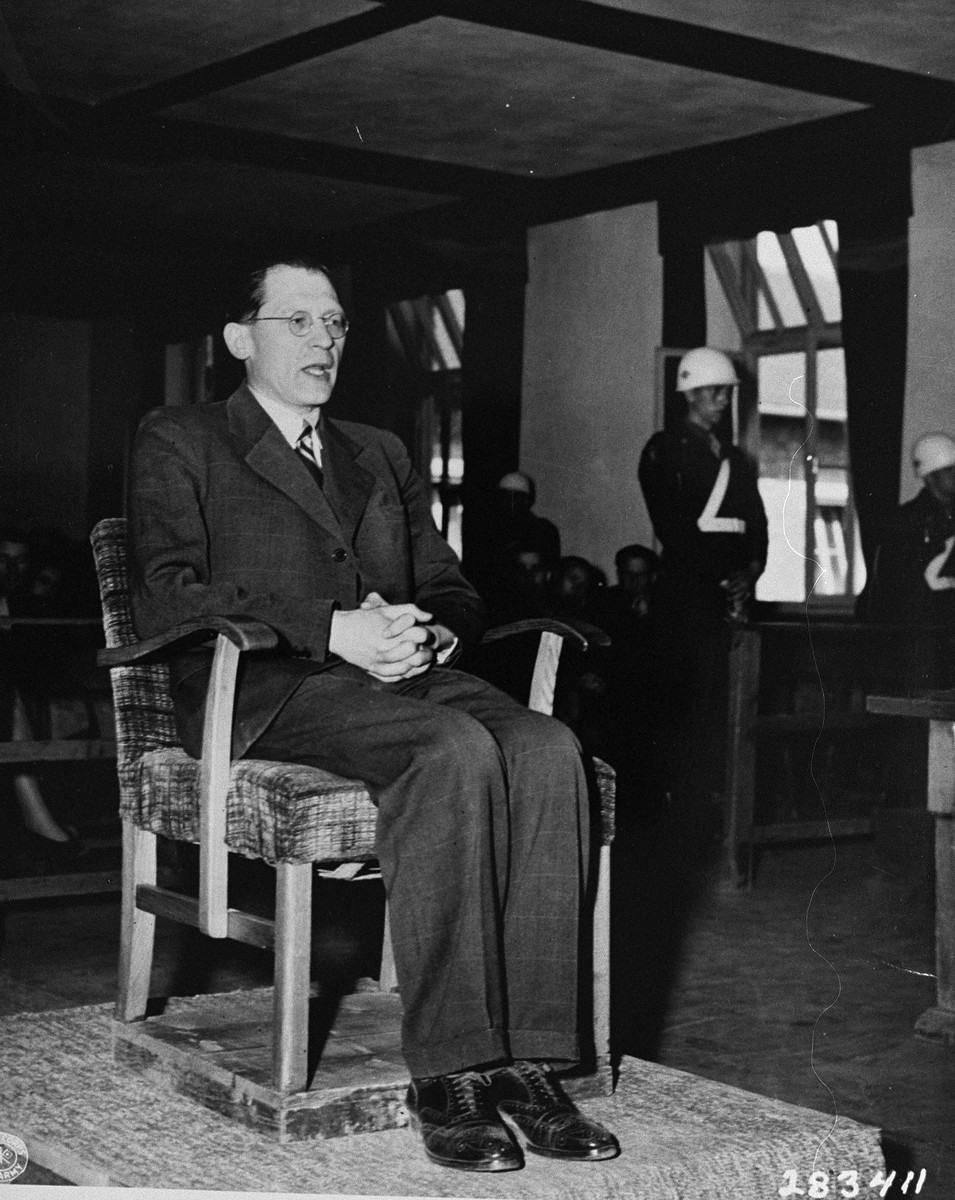
Kogon bij zijn getuigenverklaring op 16 april 1947 bij het Buchenwaldproces

Eugen Kogon (München, 2 februari 1903 - Königstein im Taunus, 24 december 1987) was een  Duits publicist, socioloog en politicoloog. Kogon, die als christen een tegenstander was van de nationaalsocialisten, geldt als een van de intellectuele vaders van de Bondsrepubliek Duitsland en van de Duitse integratie in Europa.

## Jeugd en studie
Kogon, de zoon van een Joods-Russisch diplomaat, bracht het grootste deel van zijn jeugd door in katholieke kloosters. Na zijn studies economie en sociologie in München, Florence en Wenen promoveerde Kogon in 1927 in Wenen op het proefschrift Faschismus und Korporativstaat. In datzelfde jaar werd hij redacteur bij het katholieke tijdschrift Schönere Zukunft, een functie die hij tot 1937 vervulde. In 1934, na de mislukte nationaalsocialistische Juliputsch in Oostenrijk nam Kogon het vermogensbeheer op zich van het Huis Saksen-Coburg en Gotha.

## Nazitijd
Als uitgesproken tegenstander van het nationaalsocialisme werd Kogon in 1936 en opnieuw in maart 1937 aangehouden door de Gestapo, die hem verdacht van Activiteiten voor anti-nationaalsocialistische krachten buiten het rijksgebied. In maart 1938 werd hij voor de derde keer aangehouden en in september 1939 werd hij gedeporteerd naar het concentratiekamp Buchenwald, waar Kogon als gevangene nummer 9093 zes jaar was opgesloten.
In Buchenwald werd Kogon schrijver voor de concentratiekamparts Erwin Ding-Schuler die onderzoek deed naar vlektyfus en daarvoor gevangenen als proefpersoon gebruikte. Kogon wist een goede relatie met Ding-Schuler op te bouwen, waardoor Kogon, volgens eigen verklaringen, het leven van vele gevangenen kon redden, onder wie dat van de Franse verzetsstrijder Stéphane Hessel. Begin 1945 kwam Kogon achter het bestaan van een lijst van gevangenen die de SS nog kort voor de bevrijding zou doodschieten. Hier stond hij zelf op. Ding-Schuler wist het leven van Kogon te redden door hem in een kist Buchenwald uit te smokkelen.

## Na de oorlog
Direct na zijn bevrijding werd Kogon weer als publicist actief. Hij werkte als vrijwilliger voor het Amerikaanse leger in Camp King in Oberursel en begon aan zijn boek Der SS-Staat – Das System der deutschen Konzentrationslager, dat in 1946 uitkwam en ook tegenwoordig nog als standaardwerk over de nazimisdaden geldt. Het boek werd in vele talen vertaald en werd alleen al in Duitsland meer dan 500.000 maal verkocht.
Begin januari 1947 was Kogon getuige in het Artsenproces in Neurenberg, begin april 1947 was hij getuige in het Buchenwaldproces en eind april van dat jaar in het proces tegen het Wirtschafts- und Verwaltungshauptamt der SS.
In het kamp Buchenwald had Kogon al contacten gehad met de sociaaldemocraat Kurt Schumacher. Kogon had voor ogen dat de rechtervleugel van de vooroorlogse SPD en de Deutsche Zentrumspartei samen zouden gaan in een Partij van de Arbeid naar Brits voorbeeld. Door de snelle wederopstanding van de SPD kwam dit niet tot stand. In september 1945 publiceerde Kogon met een aantal geestverwanten de Frankfurter Leitsätze. Hun christensocialistische ideeën waren een belangrijk uitgangspunt bij de oprichting van de CDU in Hessen. In september 1946 richtte hij met Walter Dirks de Frankfurter Hefte op, een links-katholiek tijdschrift voor cultuur en politiek. Dit blad bereikte snel een voor die tijd hoge oplage van 75.000 exemplaren en was tot 1984 een invloedrijk tijdschrift. Kogon was kritisch over de politiek van de regering van Konrad Adenauer en keerde zich tegen de herbewapening van Duitsland en tegen de nucleaire bewapening. Kogon spande zich ook in voor de Europese integratie en was actief binnen de Unie van Europese Federalisten en de Europa-Union Deutschland, waarvan hij van 1949 tot 1954 de eerste voorzitter was. Van 1951 tot 1953 was Kogon ook voorzitter van de Duitse raad van de Europese Beweging.

## Verdere loopbaan
In 1951 werd Kogon hoogleraar politicologie aan de nieuw opgerichte leerstoel aan de Technische Universität Darmstadt. Hier werkte hij tot zijn emeritaat in 1968. Van januari 1964 tot januari 1965 leidde Kogon het politieke programma Panorama bij de ARD.
Kogon ondersteunde de Neue Ostpolitik van de regering Brandt. Hij zette zich actief in voor de verzoening met Polen en de Sovjet-Unie.